# Jonas Van Geel
Jonas Van Geel (Bierbeek, 10 december 1984) is een Vlaams acteur, zanger en presentator. Hij studeerde in 2006 af aan het Herman Teirlinck Instituut.

## Theater
In 2002 maakte Van Geel samen met Jelle Cleymans, Jef Hoogmartens en David Bracke in hun eigen cabaretgezelschap Slaan en Zalven, de voorstelling Ge4endeeld.
In december 2005 liep Van Geel stage bij Toneelgroep Ceremonia en Het Toneelhuis ion bij Eric De Volder in de voorstelling Au nom du père, een voorstelling die in het seizoen daarna nog eens hernomen werd. Als afstudeerproject speelde hij met zijn klas, onder leiding van Peter Van den Eede, een opvoering van Publikumsbeschimpfung, goed voor de ITS Guest Award voor beste internationale voorstelling op het Internationale Theaterscholen Festival in Amsterdam. In 2008 vormde deze zelfde groep het collectief a.k.a. Johnny en brachten ze de voorstelling Het Licht, gebaseerd op de gelijknamige roman van Torgny Lindgren.
In 2007 speelde Van Geel voor het eerst kindertheater, een rol in Zwijnen!, een bewerking van Shakespeares Titus Andronicus door Mieja Hollevoet voor kinderen van 9 jaar en ouder. Ook in de jaren daarna zou Van Geel nog veel kindertheater spelen, onder andere bij gezelschap Theater Froe Froe en in HETPALEIS.
In 2009 speelde Van Geel samen met Dimitri Leue de ecologische voorstelling Tegen de Lamp. Twee jaar later, in 2011, werkten ze aan de eveneens ecologische dubbelvoorstelling van Dimitri Leue DODO Klein en DODO Groot. DODO Klein hebben ze samen gemaakt en gespeeld. Dimtri Leue heeft DODO Groot gemaakt en hij regisseerde de voorstelling waarin Van Geel speelde. Van DODO Klein kwam op 2 oktober 2012 een luisterboek uit, waarin Van Geel dezelfde rol weer op zich nam.

### Eigen gezelschap
In 2007 voegde Van Geel zich bij theatergezelschap Het Zesde Bedrijf, waarmee hij onder meer De Drie Mannen van Ypsilanti (2007) en Liebling (2009) speelde.

### Overzicht voorstellingen
- Deurdedeurdeur (2015)
- DODO Groot of Land zonder Ei (2011-2012)
- DODO Klein of Ei zonder Land (2011-2012)
- Sinterklaas (2010-2011)
- Midzomernachtsdroom (2009-2010)
- De slag bij Dobor (2009-2010)
- Tegen de Lamp (2009-2010)
- Sterren vallen (2008-2009; 2009-2010; 2010-2011)
- Liebling (2008-2009)
- Het Licht (2008-2009)
- Voorspel op dinsdag (2007-2008)
- Traum (2007-2008)
- De Drie Mannen van Ypsilanti (2007)
- Zwijnen! (2006-2007)
- Je ne comprends pas (2006-2007)
- Magic Palace (2006-2007; 2007-2008)
- Ichbineinstar (zomer 2006)
- Publikumsbeschimpfung (2005-2006; 2007-2008)
- Trojaanse vrouwen (2005-2006)
- Au nom du père (2005-2006; 2006-2007)
- Ge4endeeld (2002)

## Musical
Op zijn veertiende speelde Van Geel voor het eerst in een musical, Peter Pan.
In 2011 speelde Van Geel op vraag van Stany Crets weer in een musical. Voor zijn rol van Sir Robin in Spamalot won hij de Vlaamse Musicalprijs voor Aanstormend Talent. Op 16 februari 2012 ging De Producers in première, weer een productie van Stany Crets, waarin Van Geel de rol van Leo Bloom, een van de twee hoofdrollen, op zich nam.
Op 15 maart 2013, bij de castvoorstelling van de nieuwe Studio 100-musical '14-'18, werd bekendgemaakt dat Van Geel in deze show de rol van Fons, een van de vier boezemvrienden die centraal staan in het verhaal, zal spelen. Deze rol zal hij vertolken tot 11 november 2014, het einde van de voorstellingen van '14-'18.

### Overzicht voorstellingen
| Productie                     | Rol                                                                 | Jaar      |
| ----------------------------- | ------------------------------------------------------------------- | --------- |
| Peter Pan                     | John                                                                | 1998      |
| Aladdin, de musical           | Aladdin Gang                                                        | 2001      |
| Spamalot                      | Sir Robin                                                           | 2011      |
| De Producers                  | Leo Bloom                                                           | 2012      |
| '14-'18                       | Fons De Rudder                                                      | 2014      |
| Pappie loop toch niet zo snel | Zichzelf. Samen met Jelle Cleymans, Gert Verhulst en Maggie MacNeil | 2017      |
| '40-'45                       | Louis Segers                                                        | 2018-2022 |
| Spamalot                      | Sir Robin                                                           | 2019      |
| Vergeet Barbara               | Arthur Vervaet                                                      | 2022-2023 |
| Red Star Line (musical)       | Jan Leemans                                                         | 2023-2024 |
| Les Misérables (musical)      | Mr. Thénardier                                                      | 2023-2024 |
| '14-'18                       | Fons De Rudder                                                      | 2024-2025 |
| 10 om te zien de musical      | Davy Van Damme                                                      | 2024-2025 |

## Televisie
Na gastrollen in series als Witse, Flikken en Goesting, brak Van Geel in 2010 door in het komische programma Tegen de Sterren Op met imitaties van onder anderen Erik Van Looy, Caroline Gennez en Regi. Naar aanleiding hiervan vroeg de organisatie Night of the Proms aan Van Geel om tijdens de Proms 2011 in de huid van Mozart te kruipen. In 2011 werd ook de sitcom Kiekens van Stany Crets en Peter Van den Begin, die al in 2009 was opgenomen, uitgezonden.
Op 25 maart 2012 won Van Geel op de nacht van de Vlaamse Televisie Sterren 2011 de "Rijzende Ster", de prijs voor de beste nieuwkomer. In het najaar van 2012 vervulde Van Geel ook de taak van gastheer in de nieuwe show van Debby & Nancy, die op zaterdagavond te zien was op VTM.
In de tweede helft van 2011 nam Van Geel deel aan het scenarioatelier van het Vlaams Audiovisueel Fonds (VAF). Samen met Jef Hoogmartens en Steve Aernouts en onder coaching van Frank Van Passel schreef hij Amateurs, een tv-reeks over een amateurtoneelgezelschap. In november 2012 kende het VAF steun toe voor de ontwikkeling van deze reeks en in maart 2013 steunden ze de productie. Amateurs wordt geproduceerd door Caviar, voor VTM. De opnames voor deze negendelige reeks begonnen in augustus 2013. Frank Van Passel nam de regie op zich. Jonas Van Geel speelde zelf ook een rol in deze serie, samen met onder andere Stany Crets.
In het televisieseizoen 2013-2014 kreeg Van Geel zijn eigen studioprogramma op VTM als gastheer van Lang Leve..., "waarin hij elke week een iconische landgenoot trakteert op de film van zijn leven." Lang Leve... werd genomineerd voor de Montreux Comedy Award in de categorie Best Comedy Special. Eind 2013 presenteert hij op dezelfde zender het programma Zijn er nog kroketten?. Vanaf het najaar van 2015 kreeg hij zijn eigen personalityshow Jonas & Van Geel.
In 2016 speelt Jonas Van Geel mee in de VTM-serie Patrouille Linkeroever.
In 2016 presenteerde Van Geel samen met de Nederlandse Wendy van Dijk eenmalig de pilot-aflevering van het programma Holland-België. In oktober 2018 keerde het programma terug ditmaal voor een heel seizoen, Van Geel keerde terug als presentator en presenteert het ditmaal in samenwerking met de Nederlandse Art Rooijakkers. In 2019 nam hij deel in De Code van Coppens samen met Jelle Cleymans en presenteerde hij Veel Tamtam op VTM.
In het voorjaar van 2021 was Van Geel te zien in Liefde Voor Muziek waarin hij samen met Jelle Cleymans covers bracht van de nummers van Willy Sommers, Emma Bale, Ronny Mosuse, Bert Ostyn (Absynthe Minded), Tourist Le MC en Geike Arnaert. In 2022 presenteerde hij I Can See Your Voice.

### Filmografie
Vaste rollen
| Titel                            | Rol                 | Jaar                        |
| -------------------------------- | ------------------- | --------------------------- |
| Tegen de Sterren op              | Diverse rollen      | 2010-2018                   |
| Kiekens                          | Wesley De Vos       | 2011-2012                   |
| Rang 1                           | Neil Moens          | 2011-2012                   |
| Zingaburia                       | Kapitein Charles    | 2011-2014                   |
| Debby & Nancy's Warme Wintershow | Ceremoniemeester    | 2012                        |
| De zonen van Van As              | Kevin Van As        | 2012, 2014, 2018, 2020-2021 |
| In Vlaamse velden                | Leon Smets          | 2014                        |
| Amateurs                         | Tim Delvo           | 2014                        |
| De Biker Boys                    | Jocke               | 2014-2015                   |
| Patrouille Linkeroever           | Johannes Geubbels   | 2016                        |
| Gina & Chantal                   | Henk                | 2019                        |
| Niets Te Melden                  | Inspecteur Hendriks | 2020                        |

Gastrollen
| Titel                | Rol               | Jaar                            |
| -------------------- | ----------------- | ------------------------------- |
| Recht op Recht       | Glenn Peeters     | 2001 (seizoen 3, aflevering 3)  |
| De Kotmadam          | Jean-François     | 2004 (seizoen 14, aflevering 6) |
| Witse                | David Vanuffelen  | 2005 (seizoen 2, aflevering 6)  |
| Flikken              | Sep Moerman       | 2006 (seizoen 7, aflevering 8)  |
| Kinderen van Dewindt | Agent             | 2007 (seizoen 3, aflevering 5)  |
| Vermist              | Wesley Bayens     | 2008 (seizoen 1, aflevering 8)  |
| Goesting             | Brent             | 2010 (seizoen 1, aflevering 7)  |
| Aspe                 | Bram De Dobbelere | 2010 (seizoen 6, aflevering 5)  |
| Code 37              | Gert Rooms        | 2012 (seizoen 3, aflevering 10) |

#### Televisieoptredens
| Titel                                   | Rol                          | Jaar            |
| --------------------------------------- | ---------------------------- | --------------- |
| De klas van Frieda                      | Kandidaat                    | 2011-2013       |
| Vrienden Van de Veire                   | Gast                         | 2011            |
| De slimste mens ter wereld              | Kandidaat                    | 2012            |
| Zijn er nog kroketten?                  | Presentator                  | 2013-2014; 2016 |
| Dit is K3!                              | Zichzelf                     | 2015            |
| Jonas & Van Geel                        | Presentator                  | 2015-2016       |
| Holland-België                          | Presentator                  | 2016; 2018-2020 |
| Kan iedereen nog volgen                 | Kandidaat                    | 2019            |
| Code van Coppens                        | Kandidaat met Jelle Cleymans | 2019            |
| De Positivo's                           | Kandidaat                    | 2020            |
| Wat een jaar!                           | Team captain                 | 2018-2021       |
| Veel Tamtam                             | Presentator                  | 2020            |
| Gert Late Night                         | Gast                         | 2020            |
| RIP 2020                                | Diverse personages           | 2020-2021       |
| Liefde voor muziek (televisieprogramma) | Artiest Cleymans & Van Geel  | 2021            |
| De Cooke & Verhulst Show                | Gast met Jelle Cleymans      | 2022            |
| I Can See Your Voice (Vlaanderen)       | Presentator                  | 2022            |
| Tulpen uit Antwerpen                    | Artiest Cleymans & Van Geel  | 2023            |
| Jordy doet Ibiza                        | Jordy                        | 2023            |
| Sterregem                               | Diverse personages           | 2024            |

### Films
| Titel                             | Rol                 | Jaar |
| --------------------------------- | ------------------- | ---- |
| Los Flamencos                     | Herbert             | 2013 |
| Bowling Balls                     | Gino Dewilde        | 2014 |
| Wat mannen willen                 | Wouter Degreef      | 2015 |
| Bad Trip                          | Tim                 | 2017 |
| Niet Schieten                     | David Van de Steene | 2018 |
| Sinterklaas en de wakkere nachten | Milan               | 2018 |
| De zonen van Van As - De cross    | Kevin Van As        | 2022 |

### Stemwerk
| Titel                                       | Rol            | Jaar |
| ------------------------------------------- | -------------- | ---- |
| Piratenplaneet: De Schat van Kapitein Flint | Jim Hawkins    | 2002 |
| Drakenheuvel                                |                | 2003 |
| Ice Age: The Meltdown                       | Scrat          | 2006 |
| Tinker Bell                                 | Timo           | 2008 |
| Tinker Bell and the Lost Treasure           | Timo           | 2009 |
| Megamind                                    | Hal            | 2010 |
| How to Train Your Dragon                    | Snotkrot       | 2010 |
| Tinker Bell en de Grote Reddingsoperatie    | Timo           | 2010 |
| Alpha and Omega (film)                      |                | 2010 |
| Asterix & Obelix bij de Britten             | Jolitorax      | 2012 |
| De Piraten! Alle buitenbeentjes aan dek     | Charles Darwin | 2012 |
| Hoe tem je een draak 2                      | Snotkrot       | 2014 |
| Pinguïns van Madagascar                     | Skipper        | 2014 |
| Inside Out                                  | Angst          | 2015 |
| Inside Out 2                                | Angst          | 2024 |

## Muziek
Tijdens zijn opleiding zong Van Geel nog met Iris Van Hoof bij Bende Gek, een groepje dat zich richtte op kinderen tussen de 4 en 12 jaar. Hij was ook een van de gasten van de Studio 100 Band.
Samen met zijn beste vriend Jelle Cleymans richtte hij in 2003 de coverband Mannen op de Baan op, waarmee zij Nederlandstalige pop- en rocksongs brachten uit zowel Nederland als Vlaanderen. Vanuit de gedachte dat namen verkopen, ging deze band vanaf 2012 verder onder de naam Cleymans & Van Geel. Datzelfde jaar speelden ze onder andere op de Gentse Feesten. In 2020 verscheen het eerste album van Cleymans & Van Geel, dat op nummer 1 belandde van de Vlaamse albumlijst.
In 2010 begon Van Geel samen met Jan Van Looveren en een bigband aan een tour rond klassiekers uit de jaren 30 en 40. Deze tour heette Roulez Roulez en liep twee seizoenen lang.
In de zomer van 2012 was Van Geel een van de gasten van Café flamand, het festivalprogramma van Miguel Wiels en Peter Van de Veire vol Vlaamse Nederlandstalige klassiekers. In 2017 toerde hij door Vlaanderen met het programma Pappie loop toch niet zo snel, waarin hij samen met Jelle Cleymans, Gert Verhulst en Maggie MacNeal Nederlandstalige levensliederen ten gehore bracht.
In 2020 presenteerde hij samen met Jelle Cleymans drie uur lang de 1000 klassiekers op Radio 2.

### Discografie
Zie ook de discografie van Cleymans & Van Geel.

## Prijzen
| Jaar | Prijs                     | Categorie          | Resultaat |
| ---- | ------------------------- | ------------------ | --------- |
| 2011 | Vlaamse Musicalprijs      | Aanstormend Talent | Gewonnen  |
| 2012 | Vlaamse Televisie Sterren | Rijzende Ster      | Gewonnen  |

## Privé
Jonas Van Geel is de zoon van de Vlaamse acteur Jos Van Geel. Sinds 2014 vormde Van Geel een koppel met collega-actrice Evelien Bosmans. Eind juni 2019 kregen zij een zoon. In 2022 werd bekend dat het koppel uit elkaar is. Daarvoor had Van Geel een jarenlange relatie met JackoBond.